# VfR Kupferdreh
Der VfR Kupferdreh (offiziell: Verein für Rasensport 1909 Kupferdreh e. V.) war ein Sportverein aus dem Essener Stadtteil Kupferdreh. Die erste Fußballmannschaft spielte ein Jahr in der höchsten niederrheinischen Amateurliga.

## Geschichte
Der Verein wurde 1909 aus einer „Fußballgruppe“ der evangelischen Jugend gegründet. Im Jahre 1933 stieg die Mannschaft in die seinerzeit zweitklassige Bezirksklasse auf. Nach dem Ende des Zweiten Weltkrieges existierte der VfR als reiner Fußballverein fort, nachdem sich die Handball- und Leichtathletikabteilungen abgespalten hatten. 1946 erreichte der VfR die Endrunde um die Ruhrbezirksmeisterschaft, scheiterte aber dort an Preußen Essen. Aus der in der folgenden Saison gebildeten Ruhrbezirksliga stiegen die Kupferdreher ab. Tiefpunkt der Saison war eine 0:20-Niederlage beim VfR Essen.
Im Jahre 1950 ging es gar zurück in die Kreisklasse, wo der direkte Wiederaufstieg gelang. Drei Jahre später fand sich der VfR wieder in der Kreisklasse wieder, ehe der Abstieg in die 2. Kreisklasse im Jahre 1961 den sportlichen Tiefpunkt markierte. 1964 gelang der Wiederaufstieg in die 1. Kreisklasse, dem 1971 der Aufstieg in die Bezirksklasse folgte. Diese wurde zur sportlichen Heimat der Kupferdreher, bis der Verein am 14. April 1978 mit dem SV Byfang zum SV 09/19 Kupferdreh fusionierte. Dieser fusionierte am 1. Juli 2012 mit der DJK Borussia Byfang zur SG Kupferdreh-Byfang.